# Коскорган
Коскорган, Кышкорган (каз. Қосқорған, Қышқорған) — крепость, построенная кокандцами в 1-й половине 19 века. Расположена в Кармакшинском районе Кызылординской области, на берегу реки Караозек. Упоминается в записках российского офицера Романова как высокая, 2-этажная крепость из глины с большой территорией, на четырех углах которой находятся караульные башни. Ограждена со всех сторон каналами и арыками. Кокандские войска, жившие в Коскоргане, грабили казахов и вели в их отношении завоевательную политику. В 1852 году захвачена и разрушена отрядом И. Ф. Бларамберга.